# Nimbarus
Nimbarus Rollard & Wesolowska, 2002 è un genere di ragni appartenente alla famiglia Salticidae.

## Etimologia
Il nome del genere richiama il complesso montuoso del Monte Nimba, luogo di rinvenimento degli esemplari descritti.

## Caratteristiche
Gli esemplari finora reperiti di lunghezza non superano i 4 millimetri.

## Distribuzione
L'unica specie oggi nota di questo genere è stata rinvenuta nella Guinea, nel complesso del Monte Nimba.

## Tassonomia
A giugno 2011, si compone di una specie:
- Nimbarus pratensis Rollard & Wesolowska, 2002[3] — Guinea